# Петушинский район
Петуши́нский райо́н — административно-территориальная единица (район) и муниципальное образование (муниципальный район) на юго-западе Владимирской области России.
Административный центр — город Петушки.

## География
Находится на юго-западе Владимирской области. Граничит на северо-западе с Киржачским районом, на севере — с Кольчугинским районом, на востоке — с Собинским районом, на юге — с Шатурским районом Московской области, на юго-западе — с Орехово-Зуевским районом Московской области.
Площадь — 1692 км² (8-е место среди районов).
Основные реки: Клязьма, Большая Ушма, Пекша, Вольга. Большинство озёр ледникового происхождения, много пойменных озёр и стариц. Около половины территории района занимают леса. Почвы в основном песчаные и супесчаные. Флора района насчитывает 794 вида сосудистых растений.

## История
На территории района известно двенадцать стоянок эпохи мезолита, три стоянки бронзового века, одна железного века. Обнаружены древнерусские поселения и городища, относимые к XI—XIII векам.
В XIX — начале XX века большая часть территории района относилась к Покровскому уезду Владимирской губернии.
Петушинский район образован 12 июля 1929 года с центром в рабочем посёлке Новые Петушки в составе Орехово-Зуевского округа Московской области из части территории упраздненного Орехово-Зуевского уезда Московской губернии. В состав района вошли следующие сельсоветы:
- из Аннинской волости: Амутищенский, Аннинский, Борщевинский, Кибиревский, Крутовский, Леоновский, Петушинский, Сеньго-Лазаревский, Сеньго-Озерский, Филинский;
- из Воспушинской волости: Васильковский, Воспушинский, Жаровский, Караваевский, Кобяковский, Костинский, Крюковский, Летовский, Марковский, Полянский, Рождественский, Семенковский;
- из Липенской волости: Аббакумовский, Костерёвский, Липенский, Молодиловский, Напутновский, Новский, Ситниковский;
- из Покровской волости: Борокский.

26 июня 1934 года были упразднены Сеньго-Лазаревский и Сеньго-Озерский сельсоветы.
5 апреля 1936 года были упразднены Напутновский, Полянский и Семенковский сельсоветы.
20 декабря 1938 года был образован рабочий посёлок Костерёво, соответственно Костерёвский сельсовет был упразднён.
17 июля 1939 года были упразднены Борокский, Кибиревский, Крюковский, Леоновский, Летовский, Марковский, Молодиловский, Рождественский, Ситниковский и Филинский сельсоветы.
На 1 января 1940 года в состав района входили рабочие посёлки Костерёво и Новые Петушки , 14 сельсоветов: Аббакумовский, Аннинский, Борщевенский, Васильковский, Воспушкинский, Жаровский, Имутищевский, Кобяковский, Короваевский, Костинский, Крутовский, Липненский, Новский, Петушинский.
10 марта 1940 года был упразднён Борщевинский сельсовет.
14 августа 1944 года в состав вновь образованной Владимирской области из Московской области переданы Петушинский район, город Покров, Глубоковский, Ивановский, Киржачский, Марковский, Перновский и Слободский сельсоветы Орехово-Зуевского района.
26 марта 1945 года в состав вновь образованного Покровского района переданы сельсоветы: Перновский, Ивановский, Слободской, Марковский, Глубоковский, Киржачский, Жаровский, Костинский. В состав Петушинского района включены Дровновский, Ларионовский, Одинцовский сельсоветы, выделенные из Собинского района.
В 1949 году упразднены сельсоветы: Омутищенский с передачей его территории Петушинскому сельсовету, Аббакумовский с передачей его территории Липенскому сельсовету. В 1954 году объединены сельсоветы: Петушинский и Аннинский — в Петушинский сельсовет, Липенский и Ново-Деревенский — в Липенский сельсовет, Болдинский и Близнецовский — в Болдинский сельсовет, Васильковский и Дровновский — в Васильковский сельсовет, Воспушинский и Кобяковский — в Воспушинский сельсовет. В 1959 году упразднены сельсоветы: Аббакумовский с передачей его территории Липенскому сельсовету, Омутищенский с передачей его территории Петушинскому сельсовету.
В 1960 году Покровский район был упразднён, его территория включена в состав Петушинского района.
В 1962 году упразднен Ирошниковский сельсовет с передачей его территории в состав Ивановского сельсовета.
В 1963 году район был ликвидирован, 14 сельсоветов (Болдинский, Васильковский, Воспушинский, Глубоковский, Ивановский, Короваевский, Костинский, Крутовский, Ларионовский, Лачужский, Липенский, Марковский, Панфиловский, Петушинский) вошли в состав Собинского сельского района.
В соответствии с указом Президиума Верховного Совета РСФСР от 04.03.1964 года Собинский сельский район переименован в Петушинский сельский район (центр — рабочий посёлок Новые Петушки) в составе 25 сельсоветов: 16 сельсоветов ликвидированного Собинского района (Алексеевский. Болдинский, Васильковский, Воспушинский, Глубоковский, Ивановский, Караваевский, Копнинский, Костинский, Крутовский, Ларионовский, Лачужский, Липенский, Марковский, Панфиловский, Петушинский) и 9 сельсоветов Струнинского сельского района (Афанасовский, Бельковский, Зареченский, Лукьянцевский, Слободской, Филипповский, Федоровский Финеевский и Хмелевский). В 1964 году образован Ундольский сельсовет за счет разукрупнения Алексеевского сельсовета, оставшаяся часть Алексеевского сельсовета включена в состав Ставровского сельского района.
12 января 1965 года Петушинский сельский район преобразован в Петушинский район, куда вошли рабочие посёлки Новые Петушки, Костерёво, Городищи и 14 сельсоветов (Болдинский, Васильковский, Воспушинский, Глубоковский, Ивановский, Караваевский, Костинский, Крутовский, Ларионовский, Лачужский, Липенский, Марковский, Панфиловский, Петушинский), 9 сельсоветов (Афанасовский, Бельковский, Зареченский, Лукьянцевский, Слободской, Филипповский, Федоровский, Финеевский и Хмелевский) переданы в Киржачский район; 2 с/ельсовта (Копнинский и Ундольский) вошли в Собинский район. 19 ноября 1965 года рабочий посёлок Новые Петушки преобразован в город районного подчинения с присвоением ему наименования: город Петушки.
В 1966 году центр Лачужского сельсовета перенесен в деревню Санино с переименованием сельсовета в Санинский. В 1967 году образован Нагорный сельсовет с включением в него части населённых пунктов Ивановского сельсовета. В 1968 году Васильковский сельсовет переименован в Анкудиновский сельсовет. В 1973 году населенный пункт Вольгинский отнесен к категории рабочих поселков. В 1974 году центр Болдинского сельсовета перенесен в деревню Пекшу с переименованием его в Пекшинский сельсовет. В 1979 году упразднен Караваевский сельсовет с передачей населённых пунктов в состав Анкудиновского сельсовета, образован Болдинский сельсовет с включением в его состав части населённых пунктов Пекшинского сельсовета. В 1981 году рабочий посёлок Костерёво отнесен к категории городов районного подчинения.
На 1 января 1983 года в состав района входили 3 города Костерёво, Петушки, Покров, 2 посёлка городского типа (Вольгинский, Городищи) и 15 сельских советов: Анкудиновский, Болдинский, Воспушкинский, Глубоковский, Ивановский, Костинский, Крутовский, Ларионовский, Липненский, Марковский, Нагорный, Панфиловский, Пекшинский, Петушинский, Санинский.
В 1984 году образован Аннинский сельсовет с включением в него части населённых пунктов Петушинского сельсовета, упразднен Костинский сельсовет с включением его территории в состав Аннинского сельсовета.
По данным 1995 года ликвидирован Марковский сельсовет.
В 1998 году в результате административно-территориальной реформы все сельские советы преобразованы в сельские округа.
В соответствии с Законом Владимирской области от 11 декабря 2001 года № 136-ОЗ муниципальные образования город Костерёво, посёлок Вольгинский и посёлок Городищи были объединены с Петушинским районом (муниципальным образованием).
В соответствии с Законом Владимирской области от 5 июля 2002 года № 61-ОЗ с Петушинским районом было объединено муниципальное образование город Петушки.
В соответствии с Законом Владимирской области от 13 октября 2004 года № 159-ОЗ район как муниципальное образование был наделён статусом муниципального района в составе 5 городских поселений, в соответствии с Законом от 17 мая 2005 года были образованы также 3 сельских поселения.

## Население
| 1939    | 1959    | 1970    | 1979    | 1989    | 2002    | 2009    | 2010    | 2011    |
| ------- | ------- | ------- | ------- | ------- | ------- | ------- | ------- | ------- |
| 35 897  | ↗39 722 | ↗66 647 | ↗76 657 | ↗78 497 | ↘69 364 | ↘64 047 | ↗68 062 | →68 062 |
| 2012    | 2013    | 2014    | 2015    | 2016    | 2017    | 2018    | 2019    | 2020    |
| ↘67 384 | ↘66 673 | ↘66 325 | ↘65 629 | ↘64 629 | ↘63 739 | ↘62 626 | ↘61 333 | ↗61 440 |
| 2021    |         |         |         |         |         |         |         |         |
| ↘59 680 |         |         |         |         |         |         |         |         |

Демография
С 2007 по 2009 годы в районе родилось 2275 детей, а с 2011 по 2013 гг. — 2060, на 9,5 % меньше.

### Урбанизация
В городских условиях (города Костерёво, Петушки, Покров и пгт. Вольгинский, Городищи) проживают 80,36 % населения района.

### Национальный состав
По итогам переписи населения 2020 года проживали следующие национальности (национальности менее 0,1 % и другое, см. в сноске к строке «Другие»):
| Национальность | Численность, чел. | Доля     |
| -------------- | ----------------- | -------- |
| Русские        | 44 986            | 75,38 %  |
| Цыгане         | 819               | 1,37 %   |
| Армяне         | 389               | 0,65 %   |
| Узбеки         | 288               | 0,48 %   |
| Татары         | 269               | 0,45 %   |
| Украинцы       | 251               | 0,42 %   |
| Таджики        | 244               | 0,41 %   |
| Вьетнамцы      | 232               | 0,39 %   |
| Молдаване      | 135               | 0,23 %   |
| Азербайджанцы  | 117               | 0,20 %   |
| Киргизы        | 103               | 0,17 %   |
| Белорусы       | 76                | 0,13 %   |
| Другие         | 11 771            | 19,72 %  |
| Итого          | 59 680            | 100,00 % |

## Муниципально-территориальное устройство
В Петушинский район как муниципальный район входят 8 муниципальных образований, в том числе 5 городских и 3 сельских поселения:
| №        | Муниципальное образование | Административный центр | Количество населённых пунктов | Население | Площадь, км2 |
| -------- | ------------------------- | ---------------------- | ----------------------------- | --------- | ------------ |
| 1e-06    | Городские поселения:      |                        |                               |           |              |
| 1        | город Костерёво           | город Костерёво        | 1                             | ↘7113     | 14,33        |
| 2        | город Петушки             | город Петушки          | 1                             | ↗13 317   | 11,81        |
| 3        | город Покров              | город Покров           | 1                             | ↗17 747   | 19,00        |
| 4        | посёлок Вольгинский       | пгт Вольгинский        | 1                             | ↘5494     | 5,41         |
| 5        | посёлок Городищи          | пгт Городищи           | 1                             | ↘4290     | 5,89         |
| 5.000002 | Сельские поселения:       |                        |                               |           |              |
| 6        | Нагорное                  | посёлок Нагорный       | 60                            | ↘3751     | 549,70       |
| 7        | Пекшинское                | деревня Пекша          | 57                            | ↘3894     | 536,47       |
| 8        | Петушинское               | деревня Старые Петушки | 38                            | ↘4074     | 549,39       |

## Населённые пункты
В районе 160 населённых пунктов:
| №   | Населённый пункт         | Тип     | Население | Муниципальное образование |
| --- | ------------------------ | ------- | --------- | ------------------------- |
| 1   | Аббакумово               | деревня | ↘40       | Пекшинское                |
| 2   | Абросово                 | деревня | ↘0        | Нагорное                  |
| 3   | Аксёново                 | деревня | ↘18       | Пекшинское                |
| 4   | Алексино                 | деревня | →1        | Пекшинское                |
| 5   | Алексино                 | село    | ↗3        | Пекшинское                |
| 6   | Андреевское              | село    | ↘159      | Пекшинское                |
| 7   | Аниськино                | деревня | ↗3        | Нагорное                  |
| 8   | Анкудиново               | деревня | ↘148      | Пекшинское                |
| 9   | Антушово                 | деревня | ↘6        | Пекшинское                |
| 10  | Бабанино                 | деревня | ↗1        | Пекшинское                |
| 11  | Барсково                 | деревня | ↗4        | Нагорное                  |
| 12  | Берёзка                  | посёлок | ↘399      | Петушинское               |
| 13  | Близнецы                 | деревня | ↘5        | Пекшинское                |
| 14  | Богдарня                 | деревня | ↘17       | Петушинское               |
| 15  | Болдино                  | деревня | ↘28       | Пекшинское                |
| 16  | Болдино                  | посёлок | ↘309      | Пекшинское                |
| 17  | Большие Горки            | деревня | ↘6        | Нагорное                  |
| 18  | Борок                    | деревня | ↗13       | Петушинское               |
| 19  | Васильки                 | деревня | ↗12       | Пекшинское                |
| 20  | Ваульцево                | деревня | ↘5        | Пекшинское                |
| 21  | Веселово                 | деревня | ↘0        | Петушинское               |
| 22  | Ветчи                    | деревня | ↘8        | Нагорное                  |
| 23  | Волково                  | деревня | ↘7        | Пекшинское                |
| 24  | Волосово                 | деревня | ↘15       | Петушинское               |
| 25  | Вольгинский              | пгт     | ↘5494     | посёлок Вольгинский       |
| 26  | Вороново                 | деревня | ↘0        | Нагорное                  |
| 27  | Воскресенье              | деревня | ↘1        | Нагорное                  |
| 28  | Воспушка                 | деревня | ↘467      | Петушинское               |
| 29  | Выползово                | деревня | →0        | Пекшинское                |
| 30  | Вялово                   | деревня | ↘4        | Нагорное                  |
| 31  | Глубоково                | деревня | ↗513      | Нагорное                  |
| 32  | Гнездино                 | деревня | ↘0        | Нагорное                  |
| 33  | Головино                 | деревня | ↘190      | Нагорное                  |
| 34  | Гора                     | деревня | ↗77       | Нагорное                  |
| 35  | Городищи                 | пгт     | ↘4290     | посёлок Городищи          |
| 36  | Горушка                  | деревня | ↗26       | Петушинское               |
| 37  | Господиново              | деревня | →1        | Пекшинское                |
| 38  | Гостец                   | деревня | ↗1        | Нагорное                  |
| 39  | Грибово                  | деревня | ↗93       | Петушинское               |
| 40  | Денисово                 | деревня | ↘5        | Пекшинское                |
| 41  | Домашнево                | деревня | ↘18       | Нагорное                  |
| 42  | Дровново                 | деревня | ↗5        | Пекшинское                |
| 43  | Дубровка                 | деревня | ↘8        | Нагорное                  |
| 44  | Евдокимцево              | деревня | ↗23       | Петушинское               |
| 45  | Елисейково               | деревня | ↗18       | Пекшинское                |
| 46  | Емельянцево              | деревня | ↗18       | Нагорное                  |
| 47  | Ермолино                 | деревня | ↘10       | Петушинское               |
| 48  | Еськино                  | деревня | ↗13       | Нагорное                  |
| 49  | Ефимцево                 | деревня | ↘0        | Нагорное                  |
| 50  | Жары                     | деревня | ↘1        | Петушинское               |
| 51  | Желтухино                | деревня | ↘3        | Пекшинское                |
| 52  | Желудьево                | деревня | ↘2        | Нагорное                  |
| 53  | Заболотье                | деревня | →3        | Нагорное                  |
| 54  | Заднее Поле              | деревня | ↘21       | Нагорное                  |
| 55  | Иваново                  | деревня | ↗194      | Нагорное                  |
| 56  | Ильинки                  | деревня | ↘1        | Петушинское               |
| 57  | Ирошниково               | деревня | →0        | Нагорное                  |
| 58  | Калинино                 | деревня | ↘0        | Пекшинское                |
| 59  | Караваево                | деревня | ↘139      | Пекшинское                |
| 60  | Кибирёво                 | деревня | ↗208      | Петушинское               |
| 61  | Кикино                   | деревня | →0        | Нагорное                  |
| 62  | Килекшино                | деревня | ↘0        | Нагорное                  |
| 63  | Киржач                   | деревня | ↗154      | Нагорное                  |
| 64  | Клязьменский             | посёлок | ↗185      | Петушинское               |
| 65  | Кобяки                   | деревня | ↘1        | Петушинское               |
| 66  | Колобродово              | деревня | ↗11       | Петушинское               |
| 67  | Костенево                | деревня | →0        | Петушинское               |
| 68  | Костерёво                | город   | ↘7113     | город Костерёво           |
| 69  | Костино                  | деревня | ↘762      | Петушинское               |
| 70  | Красный Луч              | деревня | ↘17       | Нагорное                  |
| 71  | Крутово                  | деревня | ↘206      | Петушинское               |
| 72  | Крюки                    | деревня | ↘2        | Нагорное                  |
| 73  | Кузяево                  | деревня | ↘0        | Петушинское               |
| 74  | Кукушкино                | деревня | ↗34       | Пекшинское                |
| 75  | Лакиброво                | деревня | ↘1        | Нагорное                  |
| 76  | Ларионово                | деревня | ↘112      | Пекшинское                |
| 77  | Леоново                  | деревня | ↘313      | Петушинское               |
| 78  | Летово                   | деревня | →0        | Петушинское               |
| 79  | Липна                    | деревня | ↘642      | Пекшинское                |
| 80  | Логинцево                | деревня | ↗7        | Пекшинское                |
| 81  | Лопыри                   | деревня | ↗10       | Пекшинское                |
| 82  | Луговой                  | посёлок | ↗165      | Нагорное                  |
| 83  | Малые Горки              | деревня | ↘7        | Нагорное                  |
| 84  | Марково                  | село    | ↘97       | Нагорное                  |
| 85  | Марково                  | деревня | ↘3        | Пекшинское                |
| 86  | Марочково                | деревня | ↘7        | Нагорное                  |
| 87  | Масляные Горочки         | деревня | ↗6        | Нагорное                  |
| 88  | Машиностроитель          | посёлок | ↗81       | Нагорное                  |
| 89  | Метенино                 | посёлок | ↘87       | Пекшинское                |
| 90  | Михейцево                | деревня | ↘23       | Пекшинское                |
| 91  | Молодилово               | деревня | ↘64       | Петушинское               |
| 92  | Молодино                 | деревня | ↘42       | Нагорное                  |
| 93  | Мышлино                  | деревня | ↘2        | Пекшинское                |
| 94  | Мячиково                 | деревня | ↘3        | Нагорное                  |
| 95  | Нагорный                 | посёлок | ↘604      | Нагорное                  |
| 96  | Назарово                 | деревня | ↘0        | Пекшинское                |
| 97  | Напутново                | деревня | ↘14       | Пекшинское                |
| 98  | Нераж                    | деревня | ↘1        | Пекшинское                |
| 99  | Неугодово                | деревня | ↗5        | Пекшинское                |
| 100 | Новинки                  | деревня | ↘8        | Пекшинское                |
| 101 | Новое Аннино             | деревня | ↘452      | Петушинское               |
| 102 | Новое Перепечино         | деревня | →0        | Нагорное                  |
| 103 | Новое Стенино            | деревня | ↗1        | Нагорное                  |
| 104 | Новые Омутищи            | деревня | ↘9        | Петушинское               |
| 105 | Новый Спас               | деревня | ↘4        | Петушинское               |
| 106 | Норкино                  | деревня | ↘3        | Петушинское               |
| 107 | Овчинино                 | деревня | ↗17       | Нагорное                  |
| 108 | Островищи                | деревня | ↗11       | Нагорное                  |
| 109 | Павлово                  | деревня | ↗2        | Пекшинское                |
| 110 | Панфилово                | деревня | ↗167      | Нагорное                  |
| 111 | Пахомово                 | деревня | ↘101      | Пекшинское                |
| 112 | Пекша                    | деревня | ↘799      | Пекшинское                |
| 113 | Перново                  | деревня | ↘8        | Нагорное                  |
| 114 | Пески                    | деревня | ↗2        | Пекшинское                |
| 115 | Петушки                  | город   | ↗13 317   | город Петушки             |
| 116 | Плотавцево               | деревня | ↗3        | Нагорное                  |
| 117 | Погорельцы               | деревня | →0        | Пекшинское                |
| 118 | Подвязново               | деревня | ↘23       | Пекшинское                |
| 119 | Покров                   | город   | ↗17 747   | город Покров              |
| 120 | Покровского лесоучастка  | посёлок | ↘79       | Нагорное                  |
| 121 | Покровского торфоучастка | посёлок | ↘232      | Нагорное                  |
| 122 | Поломы                   | деревня | ↘2        | Пекшинское                |
| 123 | Поляны                   | деревня | →0        | Пекшинское                |
| 124 | Попиново                 | деревня | ↗28       | Петушинское               |
| 125 | Репихово                 | деревня | ↘17       | Нагорное                  |
| 126 | Родионово                | деревня | ↘4        | Нагорное                  |
| 127 | Рождество                | деревня | ↘23       | Петушинское               |
| 128 | Рощино                   | деревня | ↘11       | Пекшинское                |
| 129 | Русаново                 | деревня | ↘1        | Нагорное                  |
| 130 | Санино                   | деревня | ↘102      | Нагорное                  |
| 131 | Санинского ДОКа          | посёлок | ↘382      | Нагорное                  |
| 132 | Свинцово                 | деревня | →0        | Петушинское               |
| 133 | Ситниково                | деревня | ↗11       | Пекшинское                |
| 134 | Сосновый Бор             | посёлок | ↘102      | Нагорное                  |
| 135 | Становцово               | деревня | ↘0        | Петушинское               |
| 136 | Старое Аннино            | деревня | ↗146      | Петушинское               |
| 137 | Старое Перепечино        | деревня | ↘337      | Нагорное                  |
| 138 | Старое Сельцо            | деревня | ↘0        | Нагорное                  |
| 139 | Старое Семёнково         | деревня | ↘17       | Петушинское               |
| 140 | Старое Стенино           | деревня | ↘0        | Петушинское               |
| 141 | Старые Омутищи           | деревня | ↘252      | Петушинское               |
| 142 | Старые Петушки           | деревня | ↘294      | Петушинское               |
| 143 | Степаново                | деревня | ↗5        | Нагорное                  |
| 144 | Степаново                | деревня | ↘4        | Пекшинское                |
| 145 | Суковатово               | деревня | ↗8        | Пекшинское                |
| 146 | Сушнево-1                | посёлок | ↘172      | Пекшинское                |
| 147 | Сушнево-2                | посёлок | ↘70       | Пекшинское                |
| 148 | Таратино                 | деревня | ↘12       | Пекшинское                |
| 149 | Телешово                 | деревня | ↘0        | Нагорное                  |
| 150 | Труд                     | посёлок | ↘741      | Пекшинское                |
| 151 | Туйково                  | деревня | ↘0        | Пекшинское                |
| 152 | Филатово                 | деревня | ↗2        | Пекшинское                |
| 153 | Филатьево                | деревня | →0        | Пекшинское                |
| 154 | Филимоново               | деревня | ↗11       | Нагорное                  |
| 155 | Цепнино                  | деревня | ↘0        | Нагорное                  |
| 156 | Чаща                     | деревня | ↗11       | Петушинское               |
| 157 | Черкасово                | деревня | ↗38       | Пекшинское                |
| 158 | Чуприяново               | деревня | ↗20       | Петушинское               |
| 159 | Шиботово                 | деревня | ↘2        | Нагорное                  |
| 160 | Ючмер                    | деревня | ↘35       | Пекшинское                |

## Местное самоуправление
- Виноградов И. Г. В 1919 году он был секретарем волостной ячейки ВКП(б)[33].
- Осипов Т. И. В 1919 году сменил Виноградова И. Г. Самый первый председатель Аннинского волостного совета рабочих, крестьянских и красноармейских депутатов. Находился на этой должности до 1922 года[33].
- Куклов Н. А. С 1924 года первый председатель Петушинского поселкового совета[33].
- Кукушкина А. А. С 1927 года председатель Аннинского волисполкома[33].
- Груданов М. С. С 1929 года первый председатель райисполкома[33].
- Котров О. В. Член политсовета Владимирского регионального отделения Партии «Единая Россия», с 2010 по 2014 год глава администрации Петушинского района Владимирской области. 16 июля 2014 года следственным отделом Петушинского района СУ СК по Владимирской области против него было возбуждено уголовное дело. Он подозревается в злоупотреблении должностными полномочиями, допущенными при приобретении жилья для детей-сирот и детей, оставшихся без попечения родителей[34].

## Образование
С 2010 по 2014 годы ликвидированы школы: в деревнях Пахомово, Ларионово, Крутово, Головино, Анкудиново, Караваево, Панфилово, Метенино, основная школа в г. Костереве. Все без исключения школы района требуют ремонта. Выделяемые на их ремонт средства недостаточны.

## Экономика
- Крупнейший в мире[35] завод по производству шоколада компании Mondelēz International в г. Покрове.
- Завод по производству кровельных и гидроизоляционных битумно-полимерных рулонных материалов компании Icopal в г. Петушки[36].
- Животноводческий комплекс ООО «Рождество» в 22 км к северу от г. Петушки.
- ПАО «Покровский завод биопрепаратов» в 2 км от пгт. Вольгинского
- ГНУ «ВНИИВВиМ» Россельхозакадемии.

Объём отгруженных товаров собственного производства по виду обрабатывающие производства (2008) составил 18,49 млрд руб.
В последние годы район утратил былые темпы экономического и социального развития, погряз в долгах, дошёл до финансового кризиса в ЖКХ, потерял почти десяток школ. С 2009 года отсутствует программа социально-экономического развития. По сравнению с 2009 годом в 2013 году расходы на содержание органов управления Петушинского района выросли на 30 млн рублей, или в 1,5 раза. К началу 2014 года долг района вырос до 55 000 000 рублей. В конце 2013 года долг МУП «Коммунальные системы Петушинского района» составил 149 600 000 млн рублей. За 2013 год долг вырос на 47 400 000 рублей. Суммарно предприятия ЖКХ района задолжали 236 000 000 рублей с ростом за 2013 год в 76 000 000 рублей. За 3 месяца 2014 года долг МУП «Коммунальные системы Петушинского района» вырос ещё на 36 000 000 рублей.
В период с 2005 по 2009 год в денежном выражении промышленное производство в Петушинском районе выросло 2,6 раза, а с 2009 по 2013 годы — всего в 1,4 раза, практически на уровне инфляции.

## Транспорт
Через территорию района проходят современный ход Транссиба и федеральная автодорога М-7 «Волга» и платная автомагистраль М-12 "Москва-Казань".

## Достопримечательности

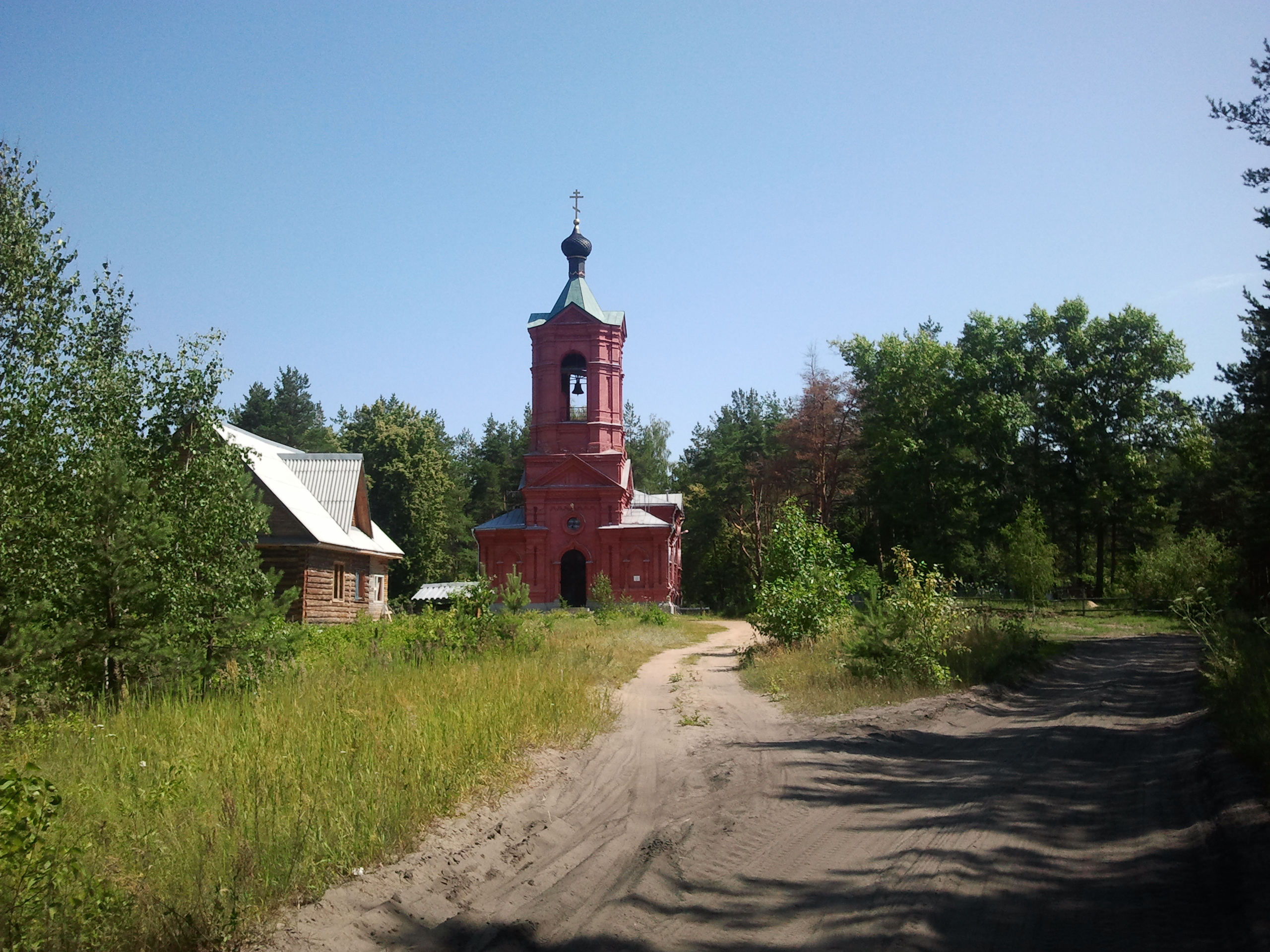
Храм в селе Маркове

В Петушинском районе дважды бывал художник Исаак Левитан. В первый раз он приезжал в деревню Городок в мае 1891 года по приглашению историка В. О. Ключевского, дача которого находилась на берегу реки Пекши. Затем Левитан приехал на Владимирскую землю осенью 1892 года, но уже не по своей воле, он был вынужден покинуть Москву в связи с императорским указом о выселении евреев. Вернуться домой живописец смог только в декабре.
В этих местах им было написано почти два десятка картин. Одна из самых знаменитых — «Владимирка», созданная летом 1892 года. Неподалёку, в деревне Елисейково, в 2008 году был открыт дом пейзажа имени И. И. Левитана.
На территории района находятся несколько храмов Русской православной церкви.

## Уроженцы района
- Владимиров, Юрий Кузьмич (1942) — артист балета, народный артист СССР (1987).
- Захаров, Сергей Степанович (1901—1990) — доктор сельскохозяйственных наук, профессор, заслуженный деятель науки Белорусской ССР.
- Хлопкин, Николай Сидорович (1923—2012) — член-корреспондент АН СССР (1976), академик РАН (1992).
- Чиннов, Иван Иванович (1911—1944) — советский военачальник, генерал-майор.